# Коммунистический университет имени Артёма
Коммунистический университет имени Артёма (укр. Комуністичний університет імені Артема) — учебное заведение в УССР, готовившее кадры для партийных, профсоюзных и советских органов в течение 1922—1932 годов.

## История
Создан в Харькове 1 апреля 1922 года на базе реорганизованной Высшей партийной школы ЦК КП(б)У в составе двух отделов: основного и лекторского; впоследствии были открыты ещё два, журналистский и подготовительный.
Назван в честь Ф. А. Сергеева, известного под псевдонимом Артём. Находился в здании нынешнего Харьковского национального технического университета сельского хозяйства. В течение 1924—1927 ректором университета был А. Г. Шлихтер. Срок обучения составлял 3 года.
Важными условиями приёма на обучение было пребывание в партии, а также наличие стажа практической работы на производстве, в партийном или советском аппарате — в частности, по условиям приема 1922 года необходимо было иметь один год стажа, а уже 1926 года — не менее 5 лет. При университете действовали летние курсы для руководящих работников.
6 апреля 1927 года на базе ежедневной стенной печати была основана газета «Артёмовец» как орган бюро партийного коллектива, профкома и правления университета. Она выходила два раза в месяц тиражом 500 экземпляров. С 1928 университет издавал журнал «Заочный коммунистический университет».
Среди учебных дисциплин университета были:
- История революционных движений в России, Украине, Галиции и Польше, странах Запада;
- История общественно-экономических формаций;
- Советское строительство;
- Политика коммунистической партии в области экономики;
- История партии и национальный вопрос;
- История профсоюзного движения;
- Исторический материализм, основы марксизма-ленинизма.

7 октября 1932 года университет был реорганизован в Высшую коммунистическую сельскохозяйственную школу.